# Medasina stolidaria
Medasina stolidaria là một loài bướm đêm trong họ Geometridae.